# سهره نوک‌مخروطی
سهرهٔ نوک‌مخروطی (نام علمی: Xestospiza conica) یک گونه منقرض‌شده پرنده با منقاری مخروطی‌شکل است که بر اساس فسیل‌ها توصیف شده است. این احتمالاً یک حشره‌خوار بوده که در جزیره کائوآی هاوایی ساکن بوده است.